# 105 (số)
105 (một trăm linh năm) là một số tự nhiên ngay sau 104 và ngay trước 106.